# Sebastiaan Matheus Sigismund de Ranitz (1901-1987)
Jhr. Sebastiaan Matheus Sigismund de Ranitz (Amsterdam, 9 februari 1901 – aldaar, 2 juni 1987) was een Nederlands jurist. Hij was een telg uit een bekend Gronings patriciërsgeslacht. Na zijn rechtenstudie werd hij advocaat.
Nadat Hermannus Reydon, de fungerend secretaris-generaal van het nationaalsocialistische Departement van Volksvoorlichting en Kunsten (DVK) als gevolg van een aanslag op 7 februari 1943 door de verzetsgroep CS-6 niet meer in staat was zijn functie uit te oefenen, werd De Ranitz benoemd tot waarnemend secretaris-generaal. 
In een geheim memorandum voor Mussert presenteerde De Ranitz eind augustus 1944 een gedetailleerd uitgewerkt plan om het culturele leven ingrijpend te beperken en het apparaat van het DVK te vereenvoudigen. Na Dolle Dinsdag, 5 september 1944, vertrok De Ranitz spoorslags naar Groningen. Zijn vertrek werd door ambtenaren die wel op hun post waren gebleven en door buitenstaanders als een lafhartige vlucht beschouwd. Nadat de lucht enigszins was opgeklaard keerde de waarnemend secretaris-generaal enkele dagen later terug naar Den Haag. Maar niet voor lang. Toen op 17 september 1944 geallieerde luchtlandingen bij Arnhem plaatsvonden, vertrok De Ranitz met een aantal naaste medewerkers 's ochtends de achttiende om vijf uur wederom overhaast naar Groningen.
In december 1948 werd hij door het Haagse Bijzondere Hof tot 6 jaar gevangenisstraf veroordeeld met aftrek en ontzetting uit de kiesrechten voor de tijd van 12 jaar.
 Portaal: Fascisme en nationaalsocialisme in Nederland · Fascisme · Nationaalsocialisme
- Biografisch Portaal: 22018980
- International Standard Name Identifier: 0000 0003 9379 3064
- Nederlandse Thesaurus van Auteursnamen: 074276727
- Parlement.com: vh6o3122gkro
- Virtual International Authority File: 288155208
- WorldCat: E39PBJf8tq84MQg8FJqfH6v4MP